# René Henriksen
René Henriksen (ur. 27 sierpnia 1969 w Glostrup) – duński piłkarz grający na pozycji obrońcy.
Rozpoczął zawodową karierę w 1988 roku, jego pierwszym klubem był Akademisk Boldklub, który wówczas grał w niższych ligach Danii. W 1996 drużyna awansowała do ekstraklasy, a dobrze wyszkolony technicznie Henriksen stał się czołową postacią jej defensywy. W marcu 1988 został po raz pierwszy powołany do reprezentacji Danii. Zaliczył debiut w wygranym 1–0 meczu ze Szkocją. Zaskarbił sobie przychylność i zaufanie selekcjonera Bo Johanssona i znalazł się w jego kadrze na mundial 98. Nie zagrał tam jednak ani minuty.
W 1999 wygrał Puchar Kraju. Było to pierwsze trofeum Akademisk Boldklub po 32 latach „posuchy”. Wtedy zauważył go Panathinaikos AO; tuż przed zamknięciem okna transferowego Henriksen dołączył do greckiego klubu. Kwota transferu wynosiła podobno 20 milionów koron duńskich. Rene stał się podstawowym zawodnikiem kadry i zagrał trzy mecze na EURO 2000. Otrzymał także nagrodę gracza roku w kraju.
Wkrótce do Koniczynek dołączył jego były kolega z Danii, Jan Michaelsen, i dwaj rodacy stali się ich kluczowymi zawodnikami w bataliach Ligi Mistrzów. W sezonie 2001–02 ekipa dotarła do ćwierćfinału rozgrywek, gdzie wyeliminował ją FC Barcelona. Po zakończeniu sezonu Henriksen pojechał na kolejną wielką imprezę - Mistrzostwa Świata w Korei i Japonii. „Wikingowie” dotarli tam tylko do 1/8 finału. Po turnieju kapitan zespołu, Jan Heintze, ogłosił koniec kariery reprezentacyjnej, a René został przez Mortena Olsena mianowany jego następcą.
W 2004 Panathinaikos nareszcie odniósł triumf nad odwiecznym rywalem, Olympiakosem, i wygrał mistrzostwo Alpha Ethniki, uzupełniając to zdobyciem pucharu kraju. Henriksen został zaś powołany na Mistrzostwa Europy 2004. Po tym turnieju zdecydował się na rozstanie z kadrą. W sumie rozegrał w niej 66 spotkań, z czego 25 jako kapitan, nie zdobył żadnej bramki i otrzymał zaledwie dwie żółte kartki.
W lecie 2005 zdecydował się na powrót do ojczyzny, do klubu, którego jest wychowankiem. Grał on już wtedy w drugiej lidze i miał potężne problemy finansowe. Kiedy uniknął relegacji do niższej klasy rozgrywkowej, w ostatnich kolejkach broniąc się przed spadkiem, Henriksen zdecydował się na skończenie kariery.